# Chrieszczatoje
Chrieszczatoje (ros. Хрещатое) – wieś w Rosji, w obwodzie woroneskim, w rejonie kałaczejewskim. W 2010 liczyła 739 mieszkańców.